# Champsodon
Champsodon és un gènere de peixos marins i l'únic de la família dels campsodòntids (Champsodontidae).

## Etimologia
Champsodon prové dels mots grecs champso (cocodril, depredador voraç) i odous (dents).

## Descripció
Cos allargat i engrossit anteriorment. Dues aletes dorsals: la primera espinosa i la segona formada per radis tous. Aleta anal una mica més curta que la segona dorsal. Aletes pectorals petites. Aletes ventrals allargades i situades per davant de la vertical que passa per la base de les pectorals. Aleta caudal bifurcada.

## Distribució geogràfica
Es troba a la conca Indo-Pacífica: des de Kenya i Tanzània fins a Moçambic i Sud-àfrica (el Cap Oriental), Madagascar, entre les illes Seychelles i Maurici, les illes Maldives, el Japó, Corea del Sud, la Xina, Taiwan (incloent-hi les illes Pescadors), el Vietnam, les illes Filipines, Malàisia, Indonèsia, Papua Nova Guinea, Austràlia (Nova Gal·les del Sud, el Territori del Nord, Queensland i Austràlia Occidental), Nova Caledònia, Guam, les illes Hawaii, incloent-hi el mar Roig (Israel i el Iemen), el golf d'Aden, el golf d'Àqaba, el golf d'Oman, el mar d'Aràbia, el mar de la Xina Meridional) el mar de la Xina Oriental i el mar Groc. Hom creu que fou introduït a la mar Mediterrània (Turquia, Israel, Grècia -  Rodes- i el Líban a través de l'aigua de llast d'algun vaixell o bé va migrar del mar Roig via el Canal de Suez.

## Cladograma
| Champsodon (Günther, 1867) | \| \| Champsodon atridorsalis (Ochiai & Nakamura, 1964)[93] \| \| \| \| \| \| Champsodon capensis (Regan, 1908)[94] \| \| \| \| \| \| Champsodon fimbriatus (Gilbert, 1905)[95] \| \| \| \| \| \| Champsodon guentheri (Regan, 1908)[94] \| \| \| \| \| \| Champsodon longipinnis (Matsubara & Amaoka, 1964)[93] \| \| \| \| \| \| Champsodon machaeratus (Nemeth, 1994)[6] \| \| \| \| \| \| Champsodon nudivittis (Ogilby, 1895)[96] \| \| \| \| \| \| Champsodon omanensis (Regan, 1908)[94] \| \| \| \| \| \| Champsodon pantolepis (Nemeth, 1994)[6] \| \| \| \| \| \| Champsodon sagittus (Nemeth, 1994)[6] \| \| \| \| \| \| Champsodon sechellensis (Regan, 1908)[94] \| \| \| \| \| \| Champsodon snyderi (Franz, 1910)[97] \| \| \| \| \| \| Champsodon vorax (Günther, 1867)[92][98][99] \| \| \| \| |
|                            | \| \| Champsodon atridorsalis (Ochiai & Nakamura, 1964)[93] \| \| \| \| \| \| Champsodon capensis (Regan, 1908)[94] \| \| \| \| \| \| Champsodon fimbriatus (Gilbert, 1905)[95] \| \| \| \| \| \| Champsodon guentheri (Regan, 1908)[94] \| \| \| \| \| \| Champsodon longipinnis (Matsubara & Amaoka, 1964)[93] \| \| \| \| \| \| Champsodon machaeratus (Nemeth, 1994)[6] \| \| \| \| \| \| Champsodon nudivittis (Ogilby, 1895)[96] \| \| \| \| \| \| Champsodon omanensis (Regan, 1908)[94] \| \| \| \| \| \| Champsodon pantolepis (Nemeth, 1994)[6] \| \| \| \| \| \| Champsodon sagittus (Nemeth, 1994)[6] \| \| \| \| \| \| Champsodon sechellensis (Regan, 1908)[94] \| \| \| \| \| \| Champsodon snyderi (Franz, 1910)[97] \| \| \| \| \| \| Champsodon vorax (Günther, 1867)[92][98][99] \| \| \| \| |
|                            | Champsodon atridorsalis (Ochiai & Nakamura, 1964) |
|                            | |
|                            | Champsodon capensis (Regan, 1908) |
|                            | |
|                            | Champsodon fimbriatus (Gilbert, 1905) |
|                            | |
|                            | Champsodon guentheri (Regan, 1908) |
|                            | |
|                            | Champsodon longipinnis (Matsubara & Amaoka, 1964) |
|                            | |
|                            | Champsodon machaeratus (Nemeth, 1994) |
|                            | |
|                            | Champsodon nudivittis (Ogilby, 1895) |
|                            | |
|                            | Champsodon omanensis (Regan, 1908) |
|                            | |
|                            | Champsodon pantolepis (Nemeth, 1994) |
|                            | |
|                            | Champsodon sagittus (Nemeth, 1994) |
|                            | |
|                            | Champsodon sechellensis (Regan, 1908) |
|                            | |
|                            | Champsodon snyderi (Franz, 1910) |
|                            | |
|                            | Champsodon vorax (Günther, 1867) |
|                            | |

|  | Champsodon atridorsalis (Ochiai & Nakamura, 1964) |
|  |                                                   |
|  | Champsodon capensis (Regan, 1908)                 |
|  |                                                   |
|  | Champsodon fimbriatus (Gilbert, 1905)             |
|  |                                                   |
|  | Champsodon guentheri (Regan, 1908)                |
|  |                                                   |
|  | Champsodon longipinnis (Matsubara & Amaoka, 1964) |
|  |                                                   |
|  | Champsodon machaeratus (Nemeth, 1994)             |
|  |                                                   |
|  | Champsodon nudivittis (Ogilby, 1895)              |
|  |                                                   |
|  | Champsodon omanensis (Regan, 1908)                |
|  |                                                   |
|  | Champsodon pantolepis (Nemeth, 1994)              |
|  |                                                   |
|  | Champsodon sagittus (Nemeth, 1994)                |
|  |                                                   |
|  | Champsodon sechellensis (Regan, 1908)             |
|  |                                                   |
|  | Champsodon snyderi (Franz, 1910)                  |
|  |                                                   |
|  | Champsodon vorax (Günther, 1867)                  |
|  |                                                   |

## Estat de conservació
Champsodon capensis n'és l'única espècie que apareix a la Llista Vermella de la UICN a causa de la seua captura incidental en la seua àrea de distribució.